# مه‌رویان آب‌تنی سنت

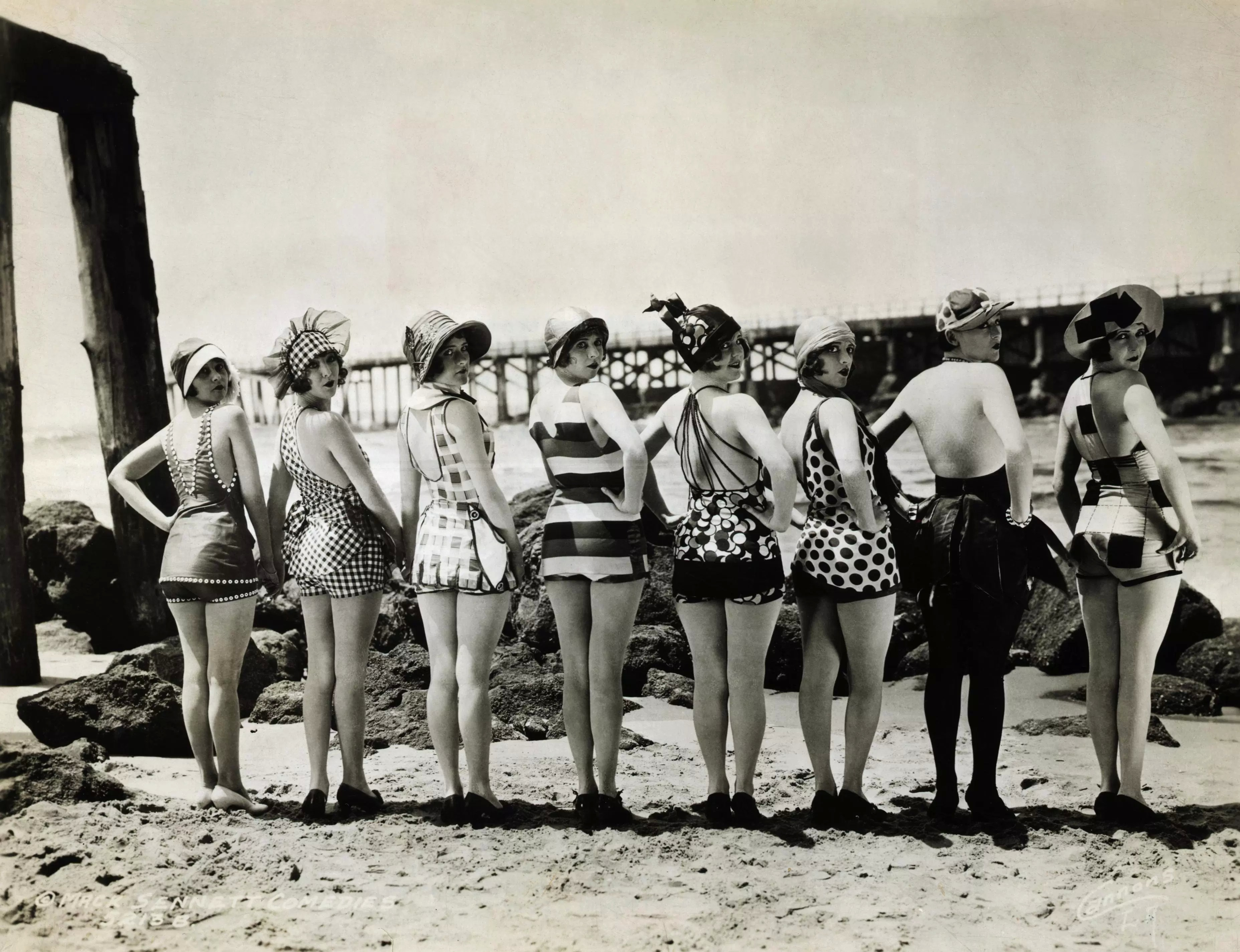
مه‌رویان آب‌تنی سنت

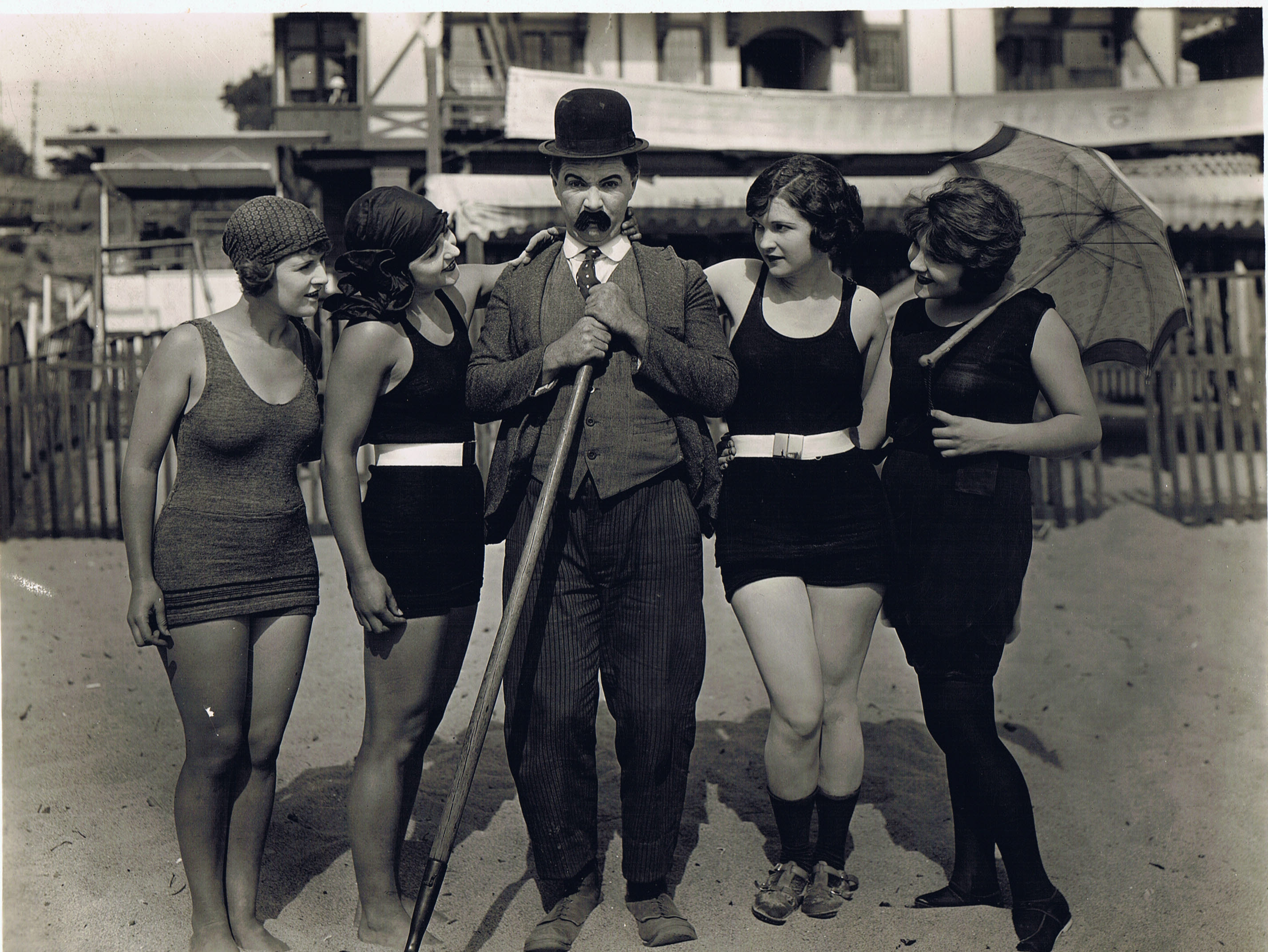
بیلی بوان در میان ۴ عضو این گروه، دههٔ ۱۹۲۰ میلادی

مه‌رویان آب‌تنی سنت (انگلیسی: Sennett Bathing Beauties) مجموعه‌ای از زنان بازیگر با لباس‌های شنا بودند که توسط تهیه‌کننده مشهور سینما مک سنت به‌دور هم جمع شده و در فیلم‌های کوتاه کمدی، پیام‌های بازرگانی و مراسم تبلیغاتی «رقابت‌های دختر شایسته در ونیز» مابین سال‌های ۱۹۱۵ تا ۱۹۲۸ حضور می‌یافتند. این گروه در آغاز تشکیل خود در سال ۱۹۱۵ تنها سه عضو به نام‌های اِوِلین لین، سیسیل ایوانز و ماری پره‌وو داشت و بعدها تعداد فراوانی دختر به آن اضافه شدند که نامشان نامعلوم است.
برخی از اعضای این گروه بعدها به بازیگران و هنرمندان مشهوری مبدل شدند که از آن میان می‌توان به جوانیتا هانسن، کلیر اندرسون، فیلیس هیور، کارول لمبارد، ماریون آی، آلیس دی، پالی مورن، مادلین هورلوک، ویرا رینولدز، ماری تورمن، تلما هیل، مارول ریا، هریت هموند و جوزفین کاگدل اشاره کرد.